# Ludwig Bernbeck
Ludwig Johann Wilhelm Bernbeck (* 23. November 1794 in Wirberg; † 24. Oktober 1865 in Lehrbach) war ein hessischer Politiker und ehemaliger Abgeordneter der 2. Kammer der Landstände des Großherzogtums Hessen.

## Familie
Ludwig Bernbeck war der Sohn des evangelischen Pfarrers Johann Daniel Bernbeck und dessen Frau Charlotte Eleonore geborene Schneider. Ludwig Bernbeck heiratete Marie Katharine geborene Pepler (* 7. Juli 1818 in Rodheim;† 28. April 1890 in Lehrbach). Aus der Ehe gingen folgende Kinder hervor:
- Karl Bernbeck (1838–1891), Apothekenbesitzer in Germersheim, 1874 Medizinalassessor in Speyer, 1884 Apothekenbesitzer in Ludwigshafen, Stadtverordneter
- Gustav Adolf Christian (1841–1914), Mühlenbesitzer in Lehrbach, Rentner in Darmstadt
- Wilhelm Hermann Bernbeck (1843–1902), Apothekenbesitzer in Oberursel
- Hermann Ernst Otto Bernbeck (1844–1917), Gutsbesitzer in Salina in Kansas, USA
- Ernst Ludwig Bernbeck (1848–1909), Müller in Lehrbach, dann Privatier in Oberursel
- Meline Ernestine Christiane Theodore Günther (1850–1915), verheiratet mit Friedrich Günther (1835–1890), Kgl. Revier-Förster in Niederklein bei Kirchhain
- Viktor Philipp Bernbeck (1854–1907), Apotheker, Apothekenbesitzer in Sagard, Rügen
- Wilhelm Bernbeck (* 1863), Lehrer an der Realschule in Groß-Umstadt

## Ausbildung und Beruf
Ludwig Bernbeck studierte Ökonomie und Forstwissenschaften an der Universität Gießen und wurde 1824 Distrikt-Steuereinnehmer in Rodheim. ab dem 6. Mai 1850 hatte er die gleiche Aufgabe in Grünberg inne. Am 3. Oktober 1850 wurde er aus dem Amt entlassen und arbeitete danach als Müller und Landwirt. Er erwarb und betrieb die Mühle und Gut Lehrbach bei Alsfeld.

## Politik
In der 13. Wahlperiode (1850) war Ludwig Bernbeck Abgeordneter der zweiten Kammer der Landstände des Großherzogtums Hessen. In den Landständen vertrat er den Wahlbezirk Oberhessen 10/Grünberg.